# Edwin Chapin Starks
Edwin Chapin Starks (nascut a Baraboo, Wisconsin el 25 de gener de 1867; mort el 29 de desembre de 1932) va ser un ictiòleg més associat a la Universitat Stanford. Era conegut com a autoritat en osteologia dels peixos. També va fer estudis de peixos de l'estret de Puget.